# Hyperolius cinnamomeoventris
Espèce
Synonymes
- Hyperolius tristis Bocage, 1866
- Hyperolius fimbriolatus Peters, 1876
- Hyperolius olivaceus Peters, 1876

Statut de conservation UICN

 LC  : Préoccupation mineure
Hyperolius cinnamomeoventris est une espèce d'amphibiens de la famille des Hyperoliidae.

## Répartition
Cette espèce se rencontre en Angola, au Cameroun, en République démocratique du Congo, en République du Congo, en Guinée équatoriale, au Gabon, dans l'ouest du Kenya, en Ouganda et en Zambie. Elle pourrait être présente en République centrafricaine, au Rwanda et en Tanzanie,.

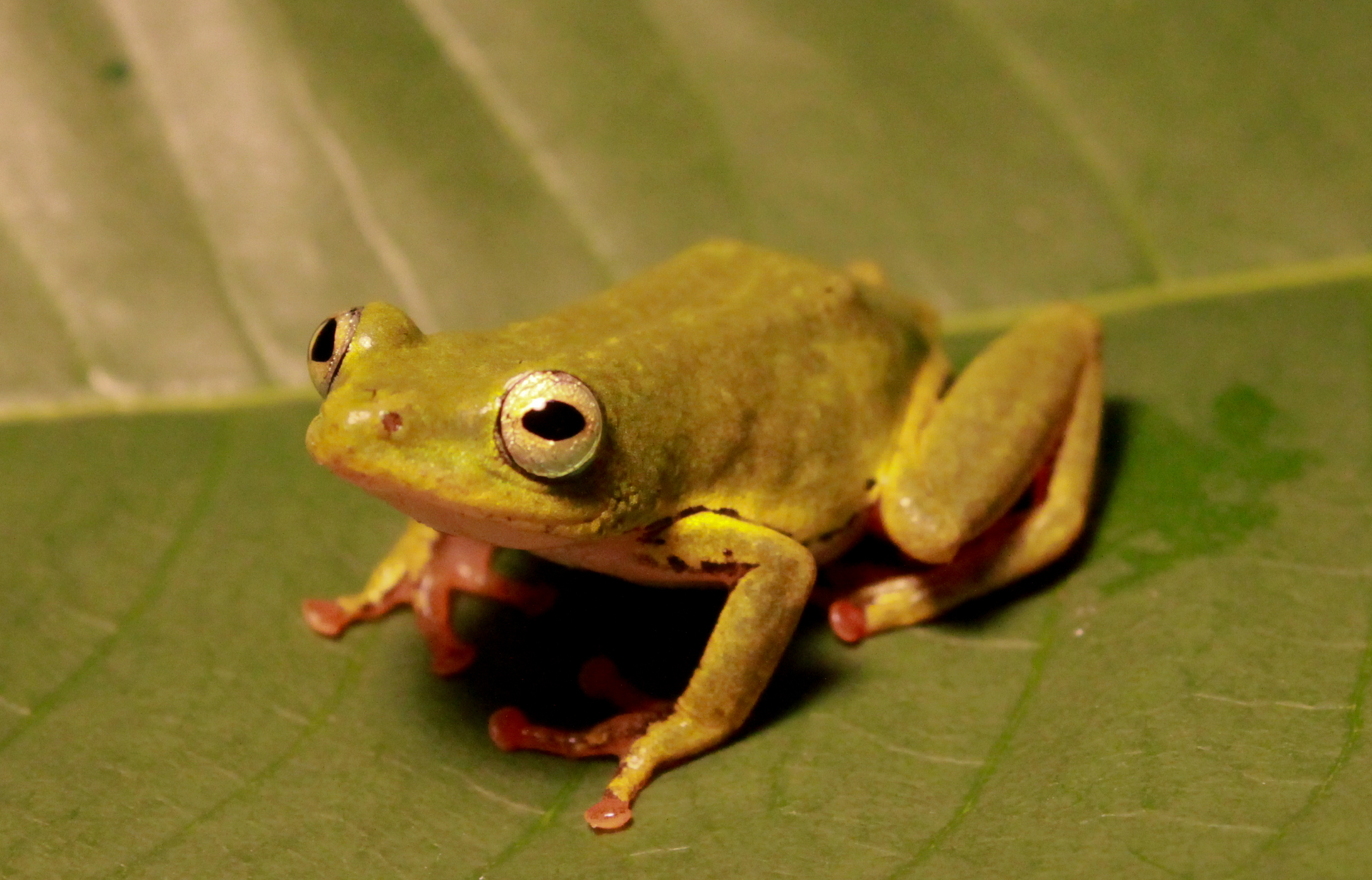

## Publication originale
- Bocage, 1866 : Reptiles nouveaux ou peu recueillis dans les possessions portugaises de l'Afrique occidentale, qui se trouvent au Muséum de Lisbonne. Jornal de sciencias mathematicas, physicas e naturaes, Lisboa, vol. 1, p. 57-78 (texte intégral).